# Miquela Lladó
Miquela Lladó es una cantante y compositora española en lengua catalana.
Comenzó su carrera musical como cantautora el año 1967 dentro del movimiento de la Nova Cançó con el nombre de Miquelina Lladó. Fundó los grupos Música Nostra y Siurell Elèctric, y ha colaborado con la Orquesta Sinfónica de Baleares.
El año 2000 recibió el premio Cerverí de Gerona por su letra Fandango del Jardí y, desde 1980, ha recitado el poema La Colcada en la celebración de la Festa de l'Estendard.
Con la grabación del disco Com un ventall (2004), regresó a sus inicios como cantautora, acompañada de Toni Pastor -guitarras y laúd- y David Runnion -violonchelo.
En 2007 recibió un homenaje del Ayuntamiento de Palma de Mallorca en reconocimiento a su trayectoria musical y su contribución en la recuperación de la música tradicional mallorquina.
También trabajó en el Colegio San Cayetano de Palma de Mallorca como profesora de inglés.

## Discografía

### Álbumes
- Com un Ventall (2003)
- Tècnica Mixta (2014)